# Johan Magnus af Tengström
Johan Magnus af Tengström, född 5 december 1793 i Åbo, död där 20 november 1856, var en finländsk naturforskare. Han var son till Jacob Tengström och far till Johan Martin Jacob af Tengström.
Efter att 1810 ha blivit student blev af Tengström 1815 filosofie magister, 1816 docent i naturalhistoria, 1817 medicine doktor, allt vid Kungliga Akademien i Åbo, samt utnämndes 1828 till adjunkt och 1842, efter disputationen De fructus in phanerophytis evolutione (1841), till professor i zoologi och botanik vid Helsingfors universitet. Han lämnade professuren 1847 men kvarstod som föreståndare för botaniska trädgården till 1849. Han företog 1817–1819 en vidsträckt vetenskaplig resa i Västeuropa och var 1821 en bland stiftarna av Societas pro fauna et flora fennica. Han invaldes år 1838 i Finska Vetenskaps-Societeten. Han publicerade även åtskilliga dikter.